# El cuerno de la abundancia
El cuerno de la abundancia (2008) es una película de comedia cubana dirigida por Juan Carlos Tabío. Está protagonizada por Jorge Perugorría, Laura de la Uz, Enrique Molina, Annia Bú Maure, Paula Alí y Thaimí Alvariño. Fue estrenada el 24 de octubre de 2008 en cines españoles.

## Argumento
En Yaragüey, un pequeño pueblo imaginario del interior de Cuba, los miembros de la familia Castiñeiras reciben la noticia de que pueden recibir una herencia millonaria. A partir de ese momento, la vida de los Castiñeiras y de todo el pueblo se desestabiliza, en especial la de Bernardito y su esposa Marthica. Todos tienen que dedicarse a los trámites de reclamación, a la vez que algunos se endeudan enloquecidamente. Se cree que también es basada en hechos reales, solo que el apellido real era Contreras, y el final real es el mismo que el de la película

## Actuaciones
- Jorge Perugorría (Bernardito)
- Laura de la Uz (Zobeida)
- Enrique Molina (Bernardo)
- Annia Bú Maure (Marthica)
- Paula Alí (Asunción)
- Thaimí Alvariño (Nadia)
- Rodolfo Rodríguez Faxas
- Mirtha Ibarra (Charo)
- Yoima Valdés Pérez (Yurima)
- Vladimir Cruz (Jacinto)
- Bárbaro Marín
- Omar Franco
- Patricio Wood
- Héctor Quintero
- René de la Cruz (hijo)
- Alfredo Rodríguez
- Edith Massola
- Mario Limonta
- Serafín García

## Premios
Festival del Nuevo Cine Latinoamericano de La Habana
| Categoría                                      | Persona                           | Resultado |
| ---------------------------------------------- | --------------------------------- | --------- |
| Tercer premio Coral al largometraje de ficción | Juan Carlos Tabío                 | Ganador   |
| Premio Coral de guion                          | Juan Carlos Tabío y Arturo Arango | Ganador   |

## Curiosidad
- Es la primera película en la que actúan juntos Jorge Perugorría, Vladimir Cruz y Mirtha Ibarra desde "Fresa y Chocolate" (1993), que fue dirigida por el mismo Tabío y Tomás Gutiérrez Alea.
- Arturo Arango, que había trabajado anteriormente en la película de Tabío, Lista de Espera, declaró que "El cuerno de la abundancia" era todo lo contrario, ya que cuando en "Lista de Espera" afloraban los mejores sentimientos humanos en una situación extrema, en "El cuerno de la abundancia" se mostraban los peores.
- Se le ha visto como una especie de homenaje cubano a la "Bienvenido, Mister Marshall" de Luis García Berlanga.
- Arturo Arango convirtió el argumento de "El cuerno de la abundancia" en un relato publicado en Cuba por Ediciones Oriente (2012).